# Tachinidae
Tachinidae là một họ ruồi. Họ này có 8200 loài và ngày càng có nhiều loài được phát hiện. Riêng Bắc Mỹ đã có 1300 loài. Các loài côn trùng trong họ đều ký sinh Protelean, hoặc ký sinh trùng của arthropoda. Các loài trong họ này phân bố trong nhiều môi trường sống ở nhiều khu vực, bao gồm cả Tân Nhiệt đới, Cận Bắc cực, châu Phi nhiệt đới, Cổ Bắc cực, Indomalaya, Australasia và Châu Đại Dương.